# کیل (روستا)
کیل (به انگلیسی: Keele) یک روستا و محله مدنی در بریتانیا است که در Borough of Newcastle-under-Lyme واقع شده‌است. کیل ۴٬۱۲۹ نفر جمعیت دارد.